# ویرچوالمین
ویرچوالمین (به انگلیسی: Virtualmin) نرم‌افزار و محیط گرافیکی برای میزبانی دامنه و کنترل پنل وب سایت است که توانایی ایجاد و مدیریت دامنه‌های بسیار را داشته و همچنین ساده‌سازی و خودکارسازی وظایف را فراهم می کند. این برنامه، مبتنی بر وبمین است. ویرچوالمین یک جایگزین برای سی‌پنل و پلسک است.

## توضیحات عمومی
ویرچوالمین در دو نسخه وجود دارد: جی‌پی‌ال (GPL) و حرفه‌ای (Professional). نسخه ویرچوالمین جی‌پی‌ال کاملاً آزاد و متن‌باز است و نیازی به پرداخت هزینه ماهانه در آن نیست اما نسخهٔ حرفه‌ای ویرچوالمین نیاز به هزینه ماهانه یا سالانه دارد.
هر دو نسخه ویرچوالمین قادر به ایجاد سرور مجازی با کاربران کاملاً مستقل، صندوق های پستی، محیط های توسعه وب، برنامه ها، وب سایت ها، برنامه های کاربردی وب، سهمیه بندی، قوانین حساب، و موارد وب سرور، سرور پایگاه داده، و ایجاد نرم‌افزار مورد نیاز دیگر هستند. سرورهای وب پشتیبانی شده شامل آپاچی هستند، اما محدود به آپاچی یا httpd نیستند.